# Церковь Святых Павла и Петра (Зовуни)
Церковь Святых Павла и Петра (арм. Սուրբ Պողոս-Պետրոս եկեղեցի; церковь Сурб Погос–Петрос, также известная как церковь Зовуни или Зовунийская церковь) — армянская церковь V века на левом берегу Апаранского водохранилища Арагацотнской области Армении. Является первым образцом типа нового в армянской архитектуре церковного строения — купольного зала.

## История
Зовунийская церковь Святых Павла и Петра была построена в V веке как трёхнефная базилика. В первой четверти VI века перестроена князем Григором Гнтуни в купольный зал — изнутри в виде подковы, а с внешней стороны купольная церковь с прямоугольным алтарем и присоединёнными мощными продольными пилонами. В 1896 году церковь была полностью реконструирована. В XX веке были разрушены крыша и южная стена.
В 1960-х годах, при строительстве Апаранского водохранилища церковь вместе с селом Зовуни оказалась под водой. Однонефная церковь IV—V века Тух Манук, находящаяся к востоку от церкви и часовня–склеп V века Св. Вардана с южной стороны, из–за строительства водохранилища в 1965—1967 годах, были перенесены на возвышенность.
В 2013 году церковь была включена в список 7 исчезающих культурных объектов и исторических памятников Europa Nostra.

## Устройство церкви
Прямоугольная зальная часть (9,06 х 14,83 м) на востоке завершается подковообразной апсидой, которая снаружи выступает от общего объёма здания прямоугольником. К южной и северной стенам примыкают пилоны, на которых находился ныне разрушенный купол. Пилоны и апсида были построены во время реконструкции и примыкают к стенам без конструктивной связи, закрывая одну из первоначальных дверей церкви в юго–восточном углу. Горизонтальные ряды кладки пилонов имеют фаски, метки мастеров, а на северо–восточном пилоне сохранилась надпись князя Григория Гнтуни, в чьи владения входила местность Зовуни и который и перестроил церковь. Сохранились камни с вырезанными в них малыми тромпами купола. Будучи одним из первых купольных залов, построенных в Армении, церковь в Зовуни отличается от остальных церквей этого типа тем, что купол здесь установлен в центре зала, то есть асимметрично в отношении общего объёма сооружения.

## Галерея

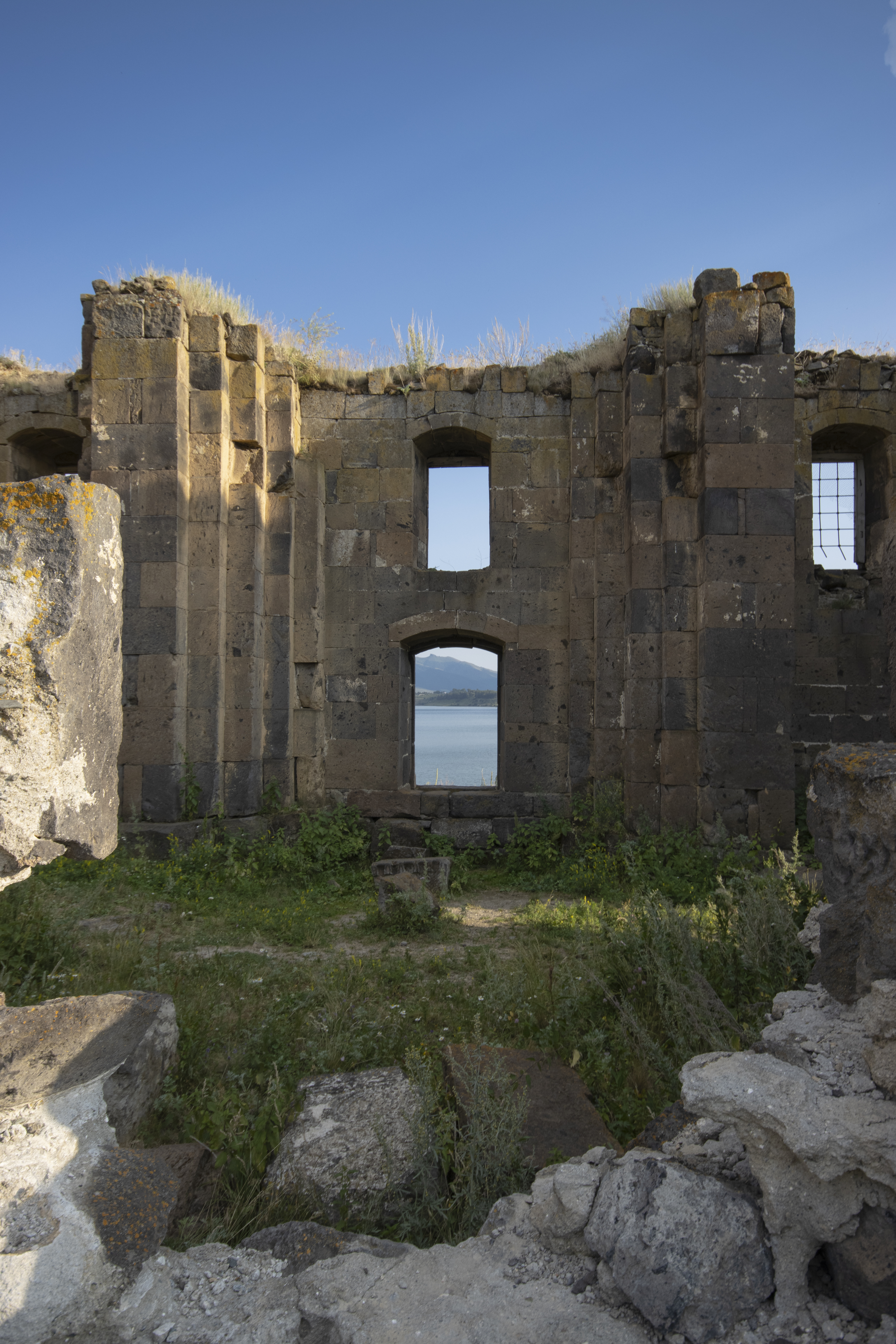
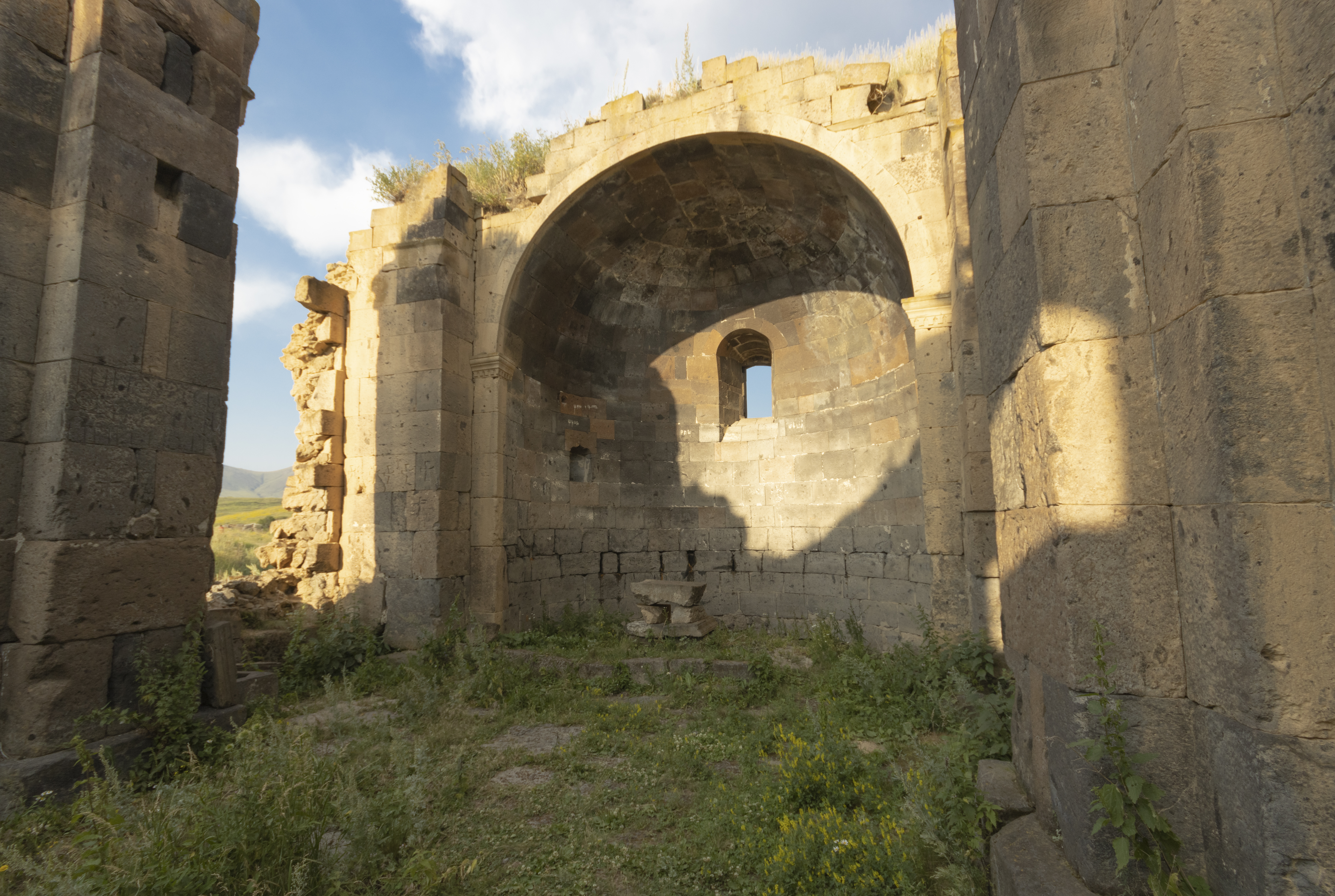
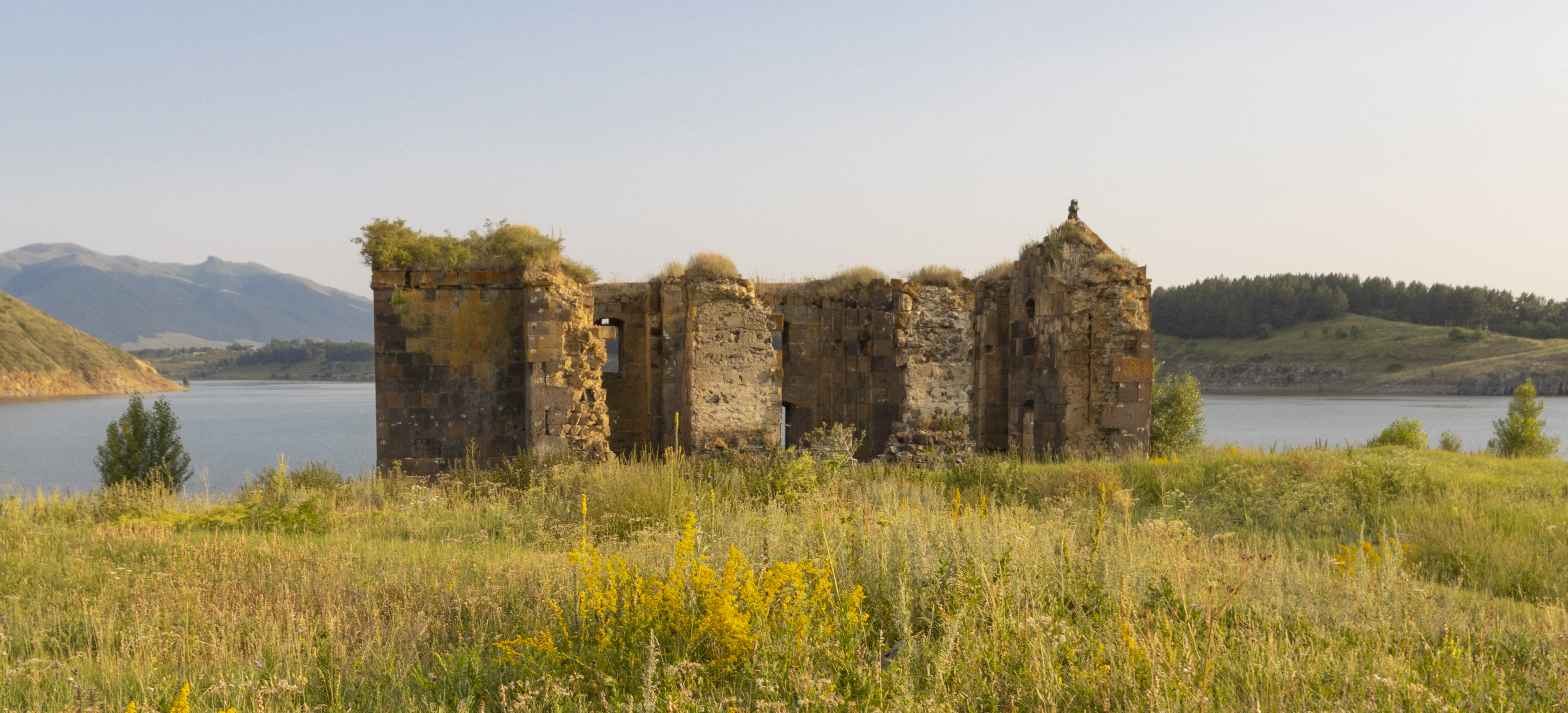
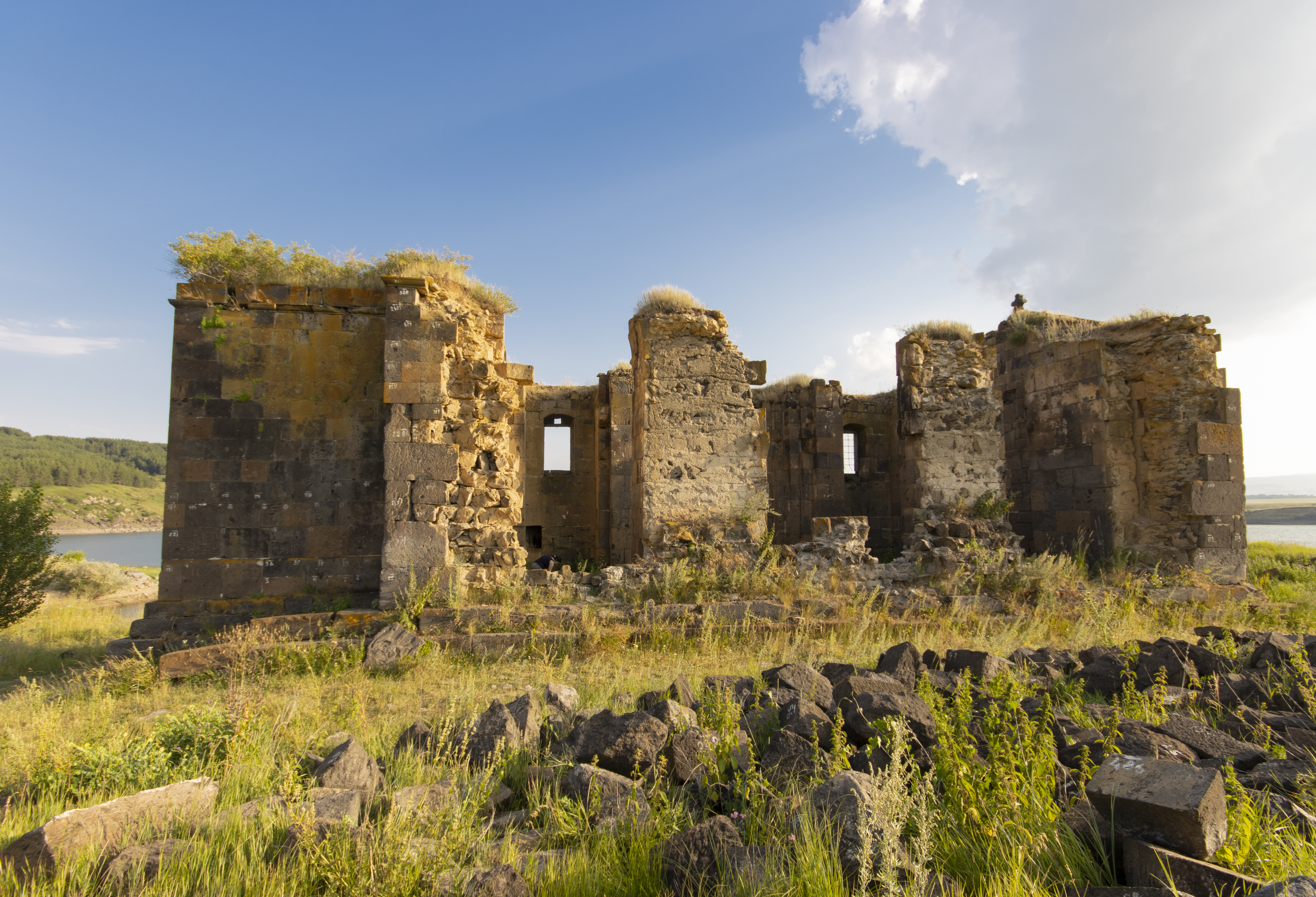
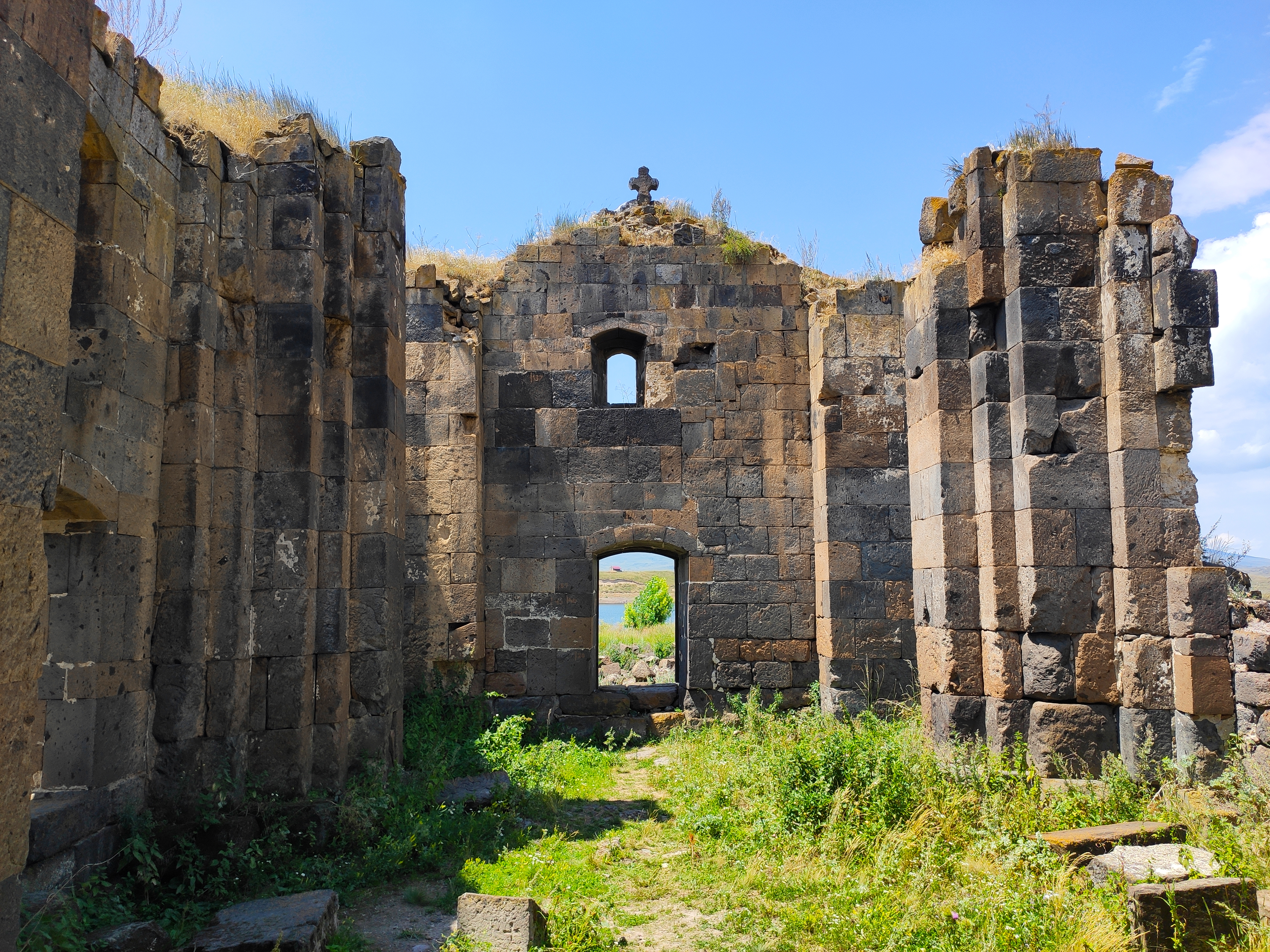
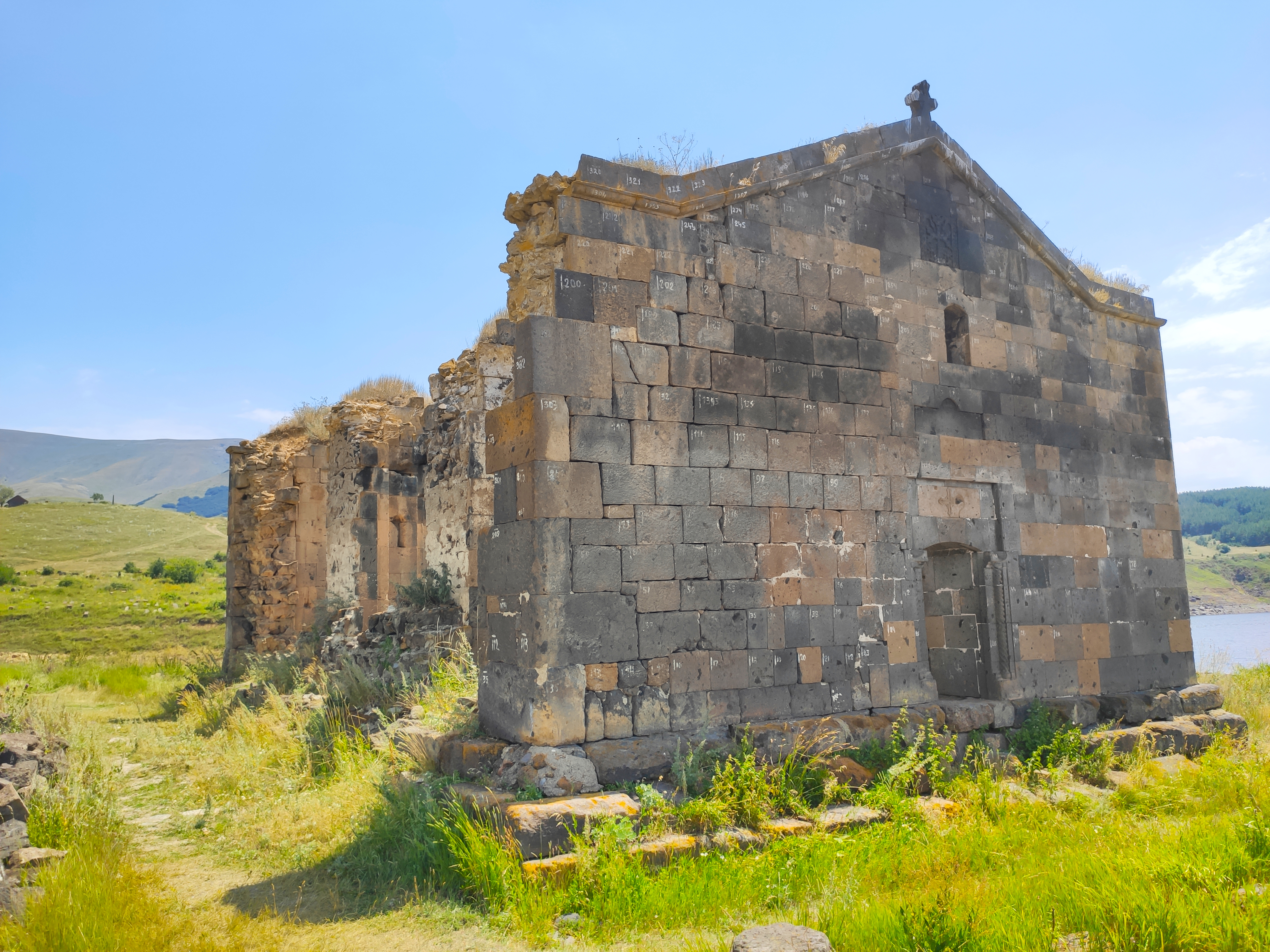
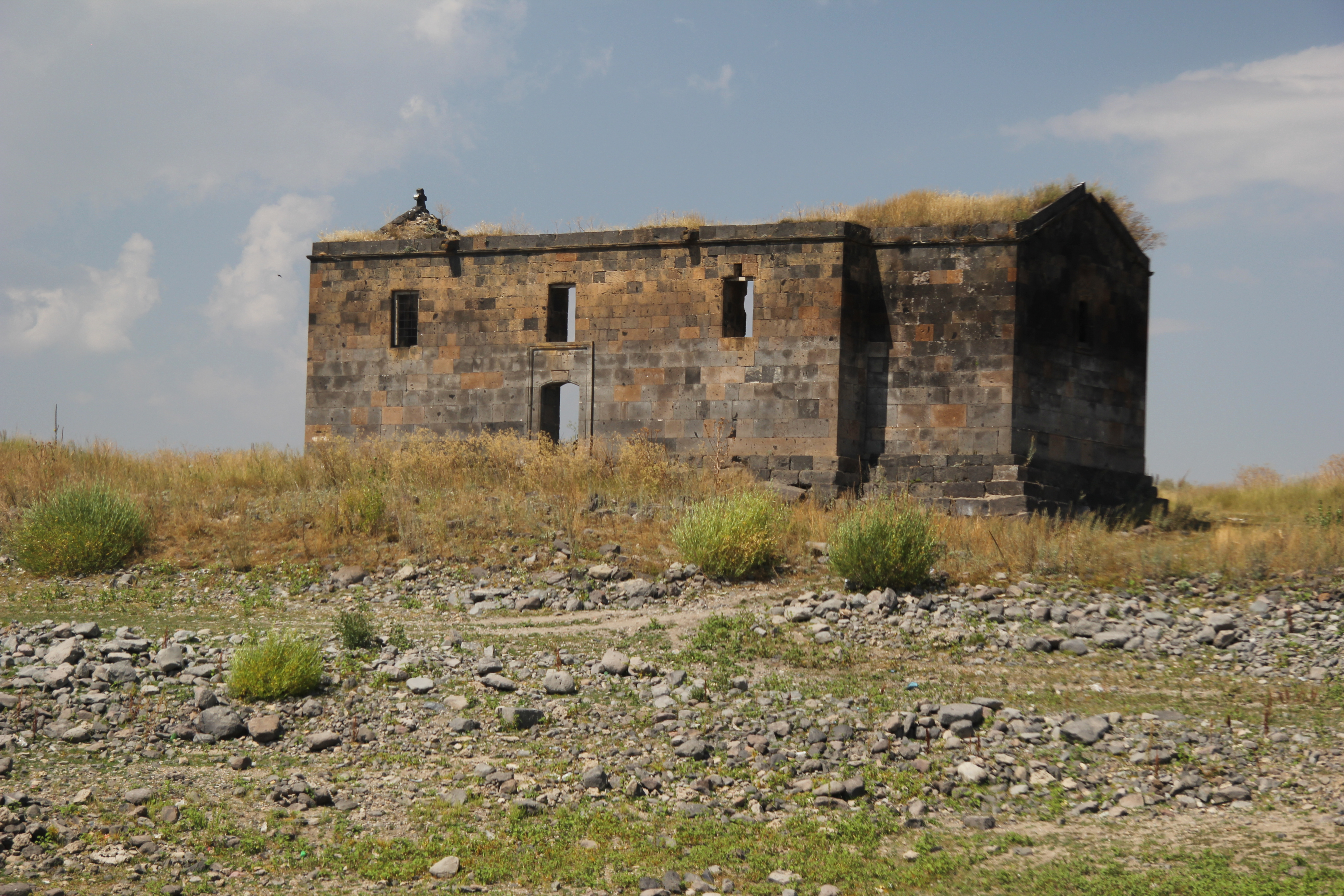
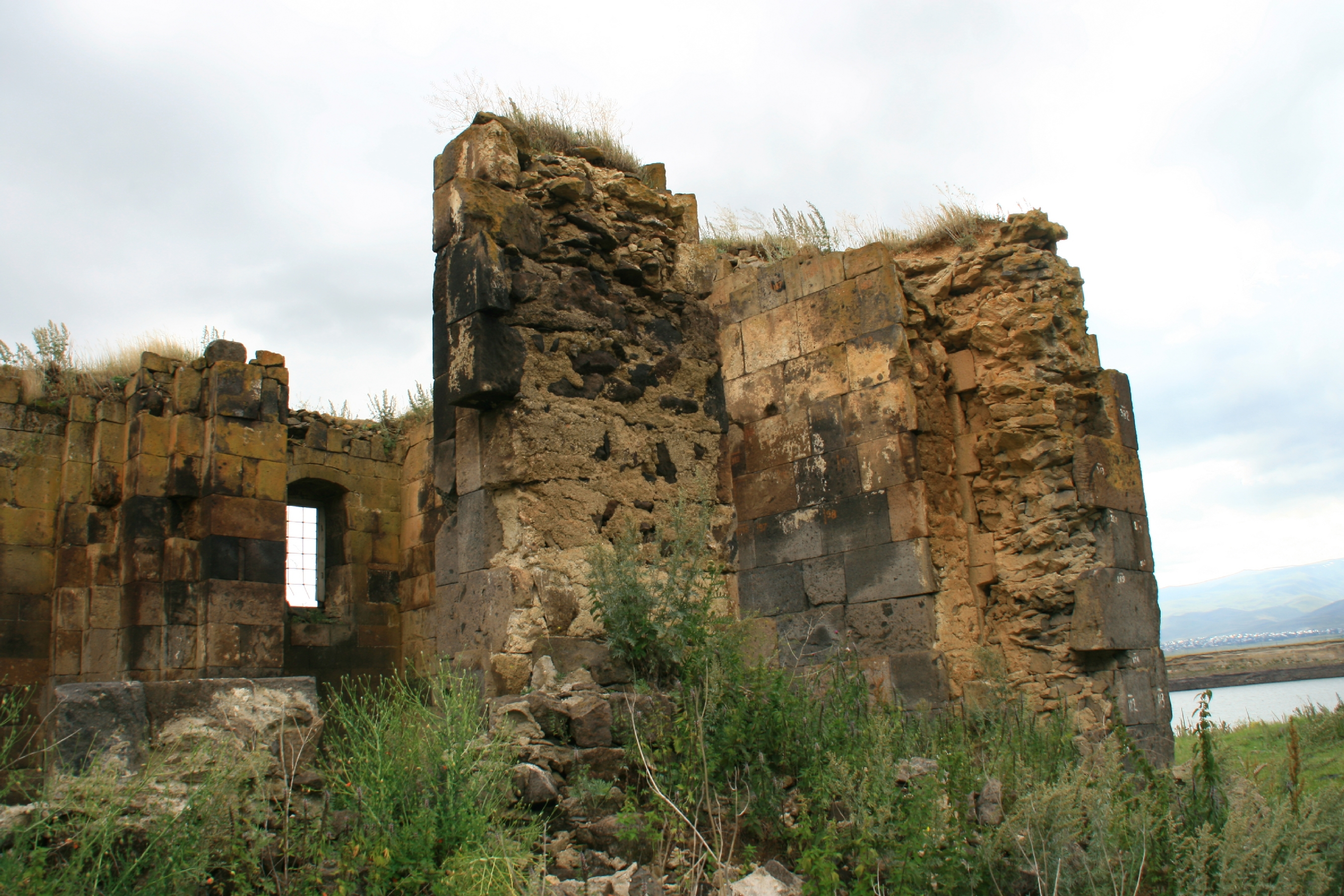